# Олесь, Мариан
Мариан Олесь (пол. Marian Oleś; 8 декабря 1934 года, Мястково, Польша — 24 мая 2005 года, Варшава, Польша) — польский прелат, архиепископ Римско-католической церкви, дипломат. Титулярный архиепископ Ратиарии с 28 ноября 1987.

## Биография
9 июля 1961 года рукоположен в священники.
С 28 ноября 1987 года — титулярный архиепископ Ратиарии и апостольский про-нунций в Ираке и, по совместительству, в Кувейте (до 1991 года).
6 января 1988 года рукоположен в епископы.
С 9 апреля 1994 года — апостольский нунций в Казахстане, и по совместительству, в Кыргызстане, Узбекистане, а с 28 декабря 1996 года и в Таджикистане.
С 11 декабря 2001 года по 1 мая 2002 года — апостольский нунций в Словении и, по совместительству, в Македонии.

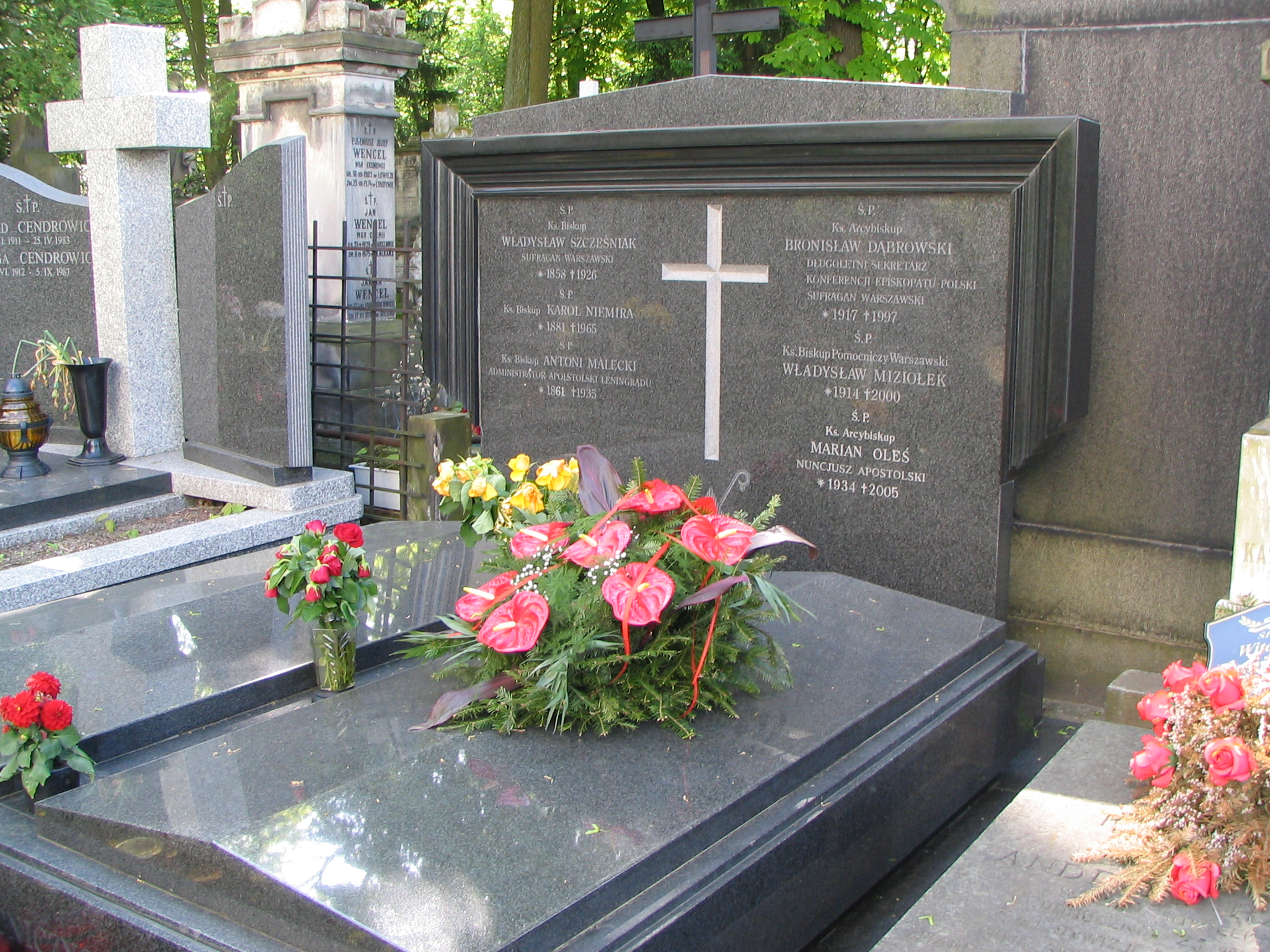
Надгробие архиепископа на кладбище Старые Повонзки в Варшаве

## Награды
- Офицер ордена Возрождения Польши (7 сентября 1994 года)[1]